# Flohmarkt (Fernsehsendung)
Flohmarkt ist eine deutsche Fernsehsendung, die vom Saarländischen Rundfunk live produziert und dementsprechend im SR Fernsehen gesendet wird. Seit 2025 wird sie auch im SWR Fernsehen ausgestrahlt.

## Geschichte
Den Flohmarkt im Fernsehen gibt es seit 1998 im SR Fernsehen und wurde anfangs immer donnerstags um 18:50 Uhr ausgestrahlt. Ab Oktober 2016 lief er immer samstags um 18:45 Uhr.
Im Jahr 2025 übernahm der SWR die Sendung für Rheinland-Pfalz und Baden-Württemberg. Sie läuft deshalb seitdem eine halbe Stunde früher um 18:15 Uhr.

## Inhalt der Sendung
Die Sendung funktioniert im Prinzip ähnlich wie ein normaler Flohmarkt. In einer Ausgabe stellt ein Händler Gegenstände zum Verkauf, die dekorativen oder antiken Charakter haben. Am Anfang der Sendung zeigt Moderator Michael Friemel mit einer Kamerafahrt alle Gegenstände, die in der Ausgabe zum Verkauf stehen. Anschließend können die Zuschauer im Studio anrufen und einen oder mehrere Gegenstände erwerben. Nach der Sendung besteht auch noch die Möglichkeit, den Verkäufer zu kontaktieren, falls man nicht durchgekommen ist.